# Dayr Hafir
Dayr Hafir (en árabe: دير حافر‎:  حافر / ALA-LC: Dayr Ḥāabeto) es una ciudad siria en la Gobernación de Alepo, a 50 kilómetros al este de Alepo en la carretera entre Alepo y Raqa, a 15 kilómetros al norte de lago al-Jabbul. Es el centro regional del distrito de Dayr Hafir. En el censo oficial de 2004, la ciudad de Dayr Hafir tenía una población de 18 948 habitantes. En la ciudad se encuentra un yacimiento arqueológico que data del IX milenio a. C.
La mayoría de su población trabaja en el sector agrario.

Dayr Hafir es el centro administrativo del Nahiya Dayr Hafir y del distrito de Dayr Hafir.

## Guerra Civil Siria
La ciudad fue tomada por el Dáesh a finales del año 2013 y reconquistada por el ejército sirio con ayuda de Rusia el 24 de marzo de 2017.